# Vrin
Vrin je vesnice (do konce roku 2012 obec) v alpském údolí Val Lumnezia v okrese Surselva ve švýcarském kantonu Graubünden. Od 1. ledna 2013 je sloučena do nově vzniklé obce Lumnezia.
Podle sčítání lidu v roce 2000 se obyvatelé Vrinu z 96 % hlásili k rétorománské řeči jako hlavní a 99 % k tomu, že jí běžně hovoří. Tím je Vrin jednou z mála obcí Graubündenu, kde rétorománština převládá.
Vrin, z kterého během 19. a 20. století odcházeli obyvatelé za prací, takže mu nakonec hrozilo vylidnění, se stal v 80. a 90. letech jedním z projektů posílení vesnických struktur a znovuosídlení, podporovaných federací, společně s nadací Pro Vrin, obcí/obecní správou (samospráva, občané jako suverén), melioračního družstva, kantonální památkové péče a kateder polytechniky cyryšské techniky.
V rámci těchto projektů byla založena družstva, sloučeny luční plochy, založeno řeznictví a jatky, vybudována víceúčelová hala, stáje a márnice, většinou v tradičním dřevěném stylu (alemánsky Strickbauweise, německy Blockbau, bloková, srubová konstrukce).
Začátkem 80. let zakoupili obyvatelé (obec) všechny volné stavební pozemky a tím zabránili spekulaci s nimi. Vrinský architekt Gion A. Caminada, syn jednoho ze sedláků a vyučený truhlář, plánuje a realizuje prakticky všechny stavby pro obec.
Projekt obnovy a znovuosídlení Vrinu vzbudil pozornost za hranicemi regionu, zejména mezi odborníky zabývajícími se problematikou vylidňování (migrace) a stavbami nenarušujícími původní ráz. V roce 1998 dostala obec Vrin Wakkerovu cenu za „pečlivou integraci nových hospodářských zemědělských budov do vesnického kontextu.“
Ves dnes žije ze spolkových subvencí, dále spolkem subvencovaným zemědělstvím, drobným řemeslem a turismem.